# Serie A - 1ª Divisione Nazionale 2013-2014
La Serie A - 1ª Divisione Nazionale 2013-2014 è stata la 45ª edizione del torneo di primo livello del campionato italiano di pallamano maschile.

Esso è organizzato come di consueto dalla Federazione Italiana Giuoco Handball.

La competizione è iniziata il 21 settembre 2013 e si concluderà il 24 maggio 2014.

## Formula del torneo

### Stagione regolare
Il campionato si svolge tra 27 squadre ripartite in tre gironi da 9 squadre ciascuno mediante due fasi distinte.

#### Prima fase
I club si affrontano in una questa prima fase con la formula del girone unico all'italiana con partite di andata e ritorno.
Per ogni incontro i punti assegnati in classifica sono così determinati:
- tre punti per la squadra che vince l'incontro al termine del tempo regolamentare;
- due punti per la squadra che vince l'incontro dopo i calci di rigore:
- un punto per la squadra che perde l'incontro dopo i calci di rigore:
- zero punti per la squadra che perde l'incontro al termine del tempo regolamentare.

#### Seconda fase
Nella seconda fase di ogni girone le squadre vengono ripartite in poule play off e poule retrocessione.
- Poule play off: vi partecipano le prime quattro classificate al termine della prima fase di ogni girone e vengono disputate sempre con la formula del girone all'italiana con partite di andata e ritorno; le prime classificate, per un totale di tre squadre, si qualificano per i play off scudetto mentre le tre seconde accedono al torneo di spareggio per determinare la quarta compagine partecipante ai play off.
- Poule retrocessione: vi partecipano le ultime cinque/sei classificate al termine della prima fase di ogni girone e vengono disputate sempre con la formula del girone all'italiana con partite di sola andata; le squadre classificate all'ultimo posto vengono retrocesse in serie A2 per la stagione successiva.

### Play off scudetto
Le squadre qualificate alla fine della stagione regolare parteciparono ai play off scudetto che si disputarono con la formula dell'eliminazione diretta dalle semifinali in poi, con partite di andata e ritorno. La squadra prima classificata al termine dei play off è proclamata campione d'Italia.

## Girone A

### Classifica
|  | Pos. | Squadra         | Pt | G  | V  | VR | PR | S  | GF  | GS  | D    | Note                              |
|  | ---- | --------------- | -- | -- | -- | -- | -- | -- | --- | --- | ---- | --------------------------------- |
|  | 1.   | Bozen           | 45 | 16 | 15 | 0  | 0  | 1  | 534 | 416 | +118 | Qualificato alla Poule Play Off   |
|  | 2.   | Pressano        | 38 | 16 | 12 | 1  | 0  | 3  | 457 | 381 | +76  | Qualificato alla Poule Play Off   |
|  | 3.   | Trieste         | 35 | 16 | 11 | 1  | 0  | 4  | 443 | 373 | +60  | Qualificato alla Poule Play Off   |
|  | 4.   | Meran           | 26 | 16 | 8  | 0  | 2  | 6  | 415 | 414 | +1   | Qualificato alla Poule Play Off   |
|  | 5.   | Mezzocorona     | 19 | 16 | 6  | 0  | 1  | 9  | 423 | 465 | -42  | Relegato alla Poule Retrocessione |
|  | 6.   | Cassano Magnago | 18 | 16 | 5  | 1  | 1  | 9  | 446 | 470 | -24  | Relegato alla Poule Retrocessione |
|  | 7.   | Brixen          | 17 | 16 | 5  | 0  | 2  | 9  | 404 | 423 | -19  | Relegato alla Poule Retrocessione |
|  | 8.   | Cologne         | 15 | 16 | 3  | 3  | 0  | 10 | 440 | 532 | -92  | Relegato alla Poule Retrocessione |
|  | 9.   | Veneta          | 3  | 16 | 1  | 0  | 0  | 15 | 375 | 463 | -88  | Relegato alla Poule Retrocessione |

### Poule Playoff

#### Classifica
|  | Pos. | Squadra  | Pt | G | V | VR | S | SR | GF  | GS  | D   | Note                                 |
|  | ---- | -------- | -- | - | - | -- | - | -- | --- | --- | --- | ------------------------------------ |
|  | 1.   | Bozen    | 21 | 6 | 3 | 1  | 1 | 1  | 193 | 172 | +21 | Qualificato alle semifinali scudetto |
|  | 2.   | Pressano | 18 | 6 | 4 | 0  | 2 | 0  | 147 | 141 | +6  | Qualificato alla Poule d'Ammissione  |
|  | 3.   | Trieste  | 12 | 6 | 2 | 1  | 2 | 1  | 163 | 161 | +2  |                                      |
|  | 4.   | Meran    | 3  | 6 | 1 | 0  | 0 | 5  | 140 | 169 | -29 |                                      |

### Poule Retrocessione

#### Classifica
|  | Pos. | Squadra         | Pt | G | V | VR | S | SR | GF  | GS  | D   | Note          |
|  | ---- | --------------- | -- | - | - | -- | - | -- | --- | --- | --- | ------------- |
|  | 1.   | Cassano Magnago | 14 | 4 | 3 | 0  | 0 | 1  | 116 | 101 | +15 |               |
|  | 2.   | Brixen          | 12 | 4 | 3 | 0  | 1 | 0  | 98  | 93  | +5  |               |
|  | 3.   | Cologne         | 8  | 4 | 2 | 0  | 2 | 0  | 109 | 112 | -3  |               |
|  | 4.   | Mezzocorona     | 8  | 4 | 1 | 0  | 3 | 0  | 103 | 119 | -7  |               |
|  | 5.   | Veneta          | 0  | 4 | 0 | 1  | 3 | 0  | 107 | 117 | -10 | Retrocessione |

## Girone B

### Classifica
|  | Pos. | Squadra         | Pt | G  | V  | VR | PR | S  | GF  | GS  | D    | Note                              |
|  | ---- | --------------- | -- | -- | -- | -- | -- | -- | --- | --- | ---- | --------------------------------- |
|  | 1.   | Carpi           | 47 | 16 | 15 | 1  | 0  | 0  | 589 | 377 | +212 | Qualificato alla Poule Play Off   |
|  | 2.   | Ambra           | 36 | 16 | 12 | 0  | 0  | 4  | 527 | 440 | +87  | Qualificato alla Poule Play Off   |
|  | 3.   | Teramo          | 33 | 16 | 11 | 0  | 0  | 5  | 473 | 431 | +42  | Qualificato alla Poule Play Off   |
|  | 4.   | Romagna         | 29 | 16 | 9  | 0  | 2  | 5  | 471 | 438 | +33  | Qualificato alla Poule Play Off   |
|  | 5.   | Estense Ferrara | 23 | 16 | 7  | 1  | 0  | 8  | 466 | 495 | -29  | Relegato alla Poule Retrocessione |
|  | 6.   | Dorica Ancona   | 19 | 16 | 6  | 0  | 1  | 9  | 447 | 491 | -44  | Relegato alla Poule Retrocessione |
|  | 7.   | Bologna United  | 15 | 16 | 5  | 0  | 0  | 11 | 461 | 467 | -106 | Relegato alla Poule Retrocessione |
|  | 8.   | Casalgrande     | 12 | 16 | 4  | 0  | 0  | 12 | 429 | 498 | -69  | Relegato alla Poule Retrocessione |
|  | 9.   | Farmigea        | 2  | 16 | 0  | 1  | 0  | 15 | 388 | 524 | -136 | Relegato alla Poule Retrocessione |

### Poule Playoff

#### Classifica
|  | Pos. | Squadra | Pt | G | V | VR | S | SR | GF  | GS  | D   | Note                                 |
|  | ---- | ------- | -- | - | - | -- | - | -- | --- | --- | --- | ------------------------------------ |
|  | 1.   | Carpi   | 27 | 6 | 6 | 0  | 0 | 0  | 190 | 130 | +60 | Qualificato alle semifinali scudetto |
|  | 2.   | Ambra   | 15 | 6 | 3 | 0  | 3 | 0  | 171 | 142 | +29 | Qualificato alla Poule d'Ammissione  |
|  | 3.   | Romagna | 9  | 6 | 3 | 0  | 3 | 0  | 167 | 163 | +4  |                                      |
|  | 4.   | Teramo  | 3  | 6 | 0 | 0  | 6 | 0  | 108 | 201 | -93 |                                      |

### Poule Retrocessione

#### Classifica
|  | Pos. | Squadra         | Pt | G | V | VR | S | SR | GF  | GS  | D   | Note          |
|  | ---- | --------------- | -- | - | - | -- | - | -- | --- | --- | --- | ------------- |
|  | 1.   | Estense Ferrara | 17 | 4 | 4 | 0  | 0 | 0  | 145 | 115 | +30 |               |
|  | 2.   | Dorica Ancona   | 13 | 4 | 3 | 0  | 1 | 0  | 137 | 124 | +13 |               |
|  | 3.   | Casalgrande     | 8  | 4 | 2 | 0  | 2 | 0  | 114 | 111 | +3  |               |
|  | 4.   | Bologna United  | 6  | 4 | 1 | 0  | 3 | 0  | 123 | 138 | -15 |               |
|  | 5.   | Farmigea        | 1  | 4 | 0 | 0  | 4 | 0  | 104 | 135 | -31 | Retrocessione |

## Girone C

### Classifica
|  | Pos. | Squadra          | Pt | G  | V  | VR | PR | S  | GF  | GS  | D    | Note                              |
|  | ---- | ---------------- | -- | -- | -- | -- | -- | -- | --- | --- | ---- | --------------------------------- |
|  | 1.   | Junior Fasano    | 48 | 16 | 16 | 0  | 0  | 0  | 533 | 365 | +168 | Qualificato alla Poule Play Off   |
|  | 2.   | Fondi            | 33 | 16 | 11 | 0  | 0  | 5  | 452 | 397 | +55  | Qualificato alla Poule Play Off   |
|  | 3.   | Albatro Siracusa | 27 | 16 | 9  | 0  | 0  | 7  | 421 | 435 | -14  | Qualificato alla Poule Play Off   |
|  | 4.   | Benevento        | 27 | 16 | 9  | 0  | 0  | 7  | 436 | 449 | -13  | Qualificato alla Poule Play Off   |
|  | 5.   | CUS Palermo      | 25 | 13 | 8  | 0  | 2  | 6  | 473 | 496 | -23  | Relegato alla Poule Retrocessione |
|  | 6.   | Lazio            | 23 | 16 | 7  | 1  | 1  | 7  | 464 | 469 | -5   | Relegato alla Poule Retrocessione |
|  | 7.   | Chieti           | 17 | 16 | 5  | 2  | 0  | 9  | 444 | 470 | -26  | Relegato alla Poule Retrocessione |
|  | 8.   | Conversano       | 11 | 16 | 3  | 1  | 0  | 12 | 421 | 471 | -50  | Relegato alla Poule Retrocessione |
|  | 9.   | Gaeta            | 1  | 16 | 0  | 0  | 1  | 15 | 427 | 519 | -92  | Relegato alla Poule Retrocessione |

### Poule Playoff

#### Classifica
|  | Pos. | Squadra          | Pt | G | V | VR | S | SR | GF  | GS  | D   | Note                                 |
|  | ---- | ---------------- | -- | - | - | -- | - | -- | --- | --- | --- | ------------------------------------ |
|  | 1.   | Junior Fasano    | 27 | 6 | 6 | 0  | 0 | 0  | 212 | 127 | +85 | Qualificato alle semifinali scudetto |
|  | 2.   | Fondi            | 15 | 6 | 3 | 0  | 3 | 0  | 151 | 168 | -17 | Qualificato alla Poule d'Ammissione  |
|  | 3.   | Benevento        | 6  | 6 | 2 | 0  | 4 | 0  | 152 | 182 | -30 |                                      |
|  | 4.   | Albatro Siracusa | 6  | 6 | 1 | 0  | 6 | 0  | 133 | 171 | -38 |                                      |

### Poule Retrocessione

#### Classifica
|  | Pos. | Squadra     | Pt | G | V | VR | S | SR | GF  | GS  | D   | Note          |
|  | ---- | ----------- | -- | - | - | -- | - | -- | --- | --- | --- | ------------- |
|  | 1.   | Conversano  | 11 | 4 | 3 | 0  | 1 | 0  | 121 | 114 | +7  |               |
|  | 2.   | CUS Palermo | 11 | 4 | 1 | 1  | 2 | 0  | 117 | 121 | -4  |               |
|  | 3.   | Chieti      | 10 | 4 | 2 | 0  | 1 | 1  | 138 | 120 | +18 |               |
|  | 4.   | Gaeta       | 7  | 4 | 2 | 0  | 2 | 0  | 121 | 129 | -8  |               |
|  | 5.   | Lazio       | 7  | 4 | 1 | 0  | 3 | 0  | 113 | 126 | -13 | Retrocessione |

## Poule d'Ammissione
Per stabilire la quarta squadra semifinalista, le squadre classificatesi seconde nei propri gironi al termine dei playoff disputano un triangolare in campo neutro. Il vincente del triangolare disputa le semifinali scudetto. Il triangolare si svolge a Chieti, al Pala Santa Filomena.

### Risultati
| Arbitri: | Tal Alperan (Milano) Roberto Scevola (Milano) |

|           |           |                     |
| Antonio 6 | Marcatori | Di Maggio, Giongo 6 |

| Arbitri: | Giuseppe Cosenza (Gela) Davide Schiavone (Siracusa) |

|       |           |             |
| Dei 8 | Marcatori | D'Ettorre 6 |

| Arbitri: | Vincenzo Bassi (Conversano) Gregorio Scisci (Conversano) |

|            |           |            |
| Raupenas 9 | Marcatori | Da Silva 8 |

## Semifinali Scudetto

### Risultati
| Squadra 1 | Squadra 2     | Andata             | Ritorno               | Totale  |
| --------- | ------------- | ------------------ | --------------------- | ------- |
| Pressano  | Bozen         | Lavis, 3 mag. 2014 | Bolzano, 10 mag. 2014 |         |
| Pressano  | Bozen         | 23 – 21            | 21 – 24               | 44 - 45 |
| Carpi     | Junior Fasano | Carpi, 3 mag. 2017 | Fasano, 10 mag. 2017  |         |
| Carpi     | Junior Fasano | 29 – 21            | 19– 29                | 48 - 50 |

## Finale
| Squadra 1     | Squadra 2 | Andata               | Ritorno               |
| ------------- | --------- | -------------------- | --------------------- |
| Junior Fasano | Bozen     | Fasano, 17 mag. 2014 | Bolzano, 24 mag. 2014 |
| Junior Fasano | Bozen     | 24 – 25              | 29 – 28               |

## Classifica marcatori
| Giocatore           | Squadra          | Reti |
| ------------------- | ---------------- | ---- |
| Alex Castillo       | Dorica Ancona    | 195  |
| Dalibor Djordjiević | Lazio            | 187  |
| Uroš Krašovec       | CUS Palermo      | 186  |
| David Česo          | Romagna          | 172  |
| Demis Radovčić      | Bozen            | 172  |
| Dean Turković       | Bozen            | 165  |
| Luciano Brancaforte | Albatro Siracusa | 159  |
| Petras Raupenas     | Ambra            | 157  |
| Kevin Anici         | Trieste          | 145  |
| Mattia Lamberti     | Casalgrande      | 144  |
| Marcello Montalto   | Bologna United   | 143  |
| Vito Vaccaro        | Teramo           | 140  |
| Hrvoje Kovačić      | Mezzocorona      | 137  |
| Andrea Sangiuolo    | Benevento        | 134  |
| Filiberto Kokuca    | Brixen           | 129  |
| Pasquale Maione     | Junior Fasano    | 123  |
| Paulo Da Silva      | Pressano         | 122  |
| Adriano Di Maggio   | Pressano         | 121  |
| Stefano Di Manno    | Fondi            | 121  |
| Emanuel Álvarez     | Cologne          | 119  |
| Mišel Sirotich      | Trieste          | 119  |
| Riccardo Stabellini | Estense Ferrara  | 118  |
| Esteban Taurian     | Benevento        | 117  |
| Hrvoje Tojčić       | Carpi            | 117  |